# Mario Ibáñez
Mario Francisco René Ibáñez Paredes (Valparaíso, 28 de julio de 1921-Ibidem, 25 de noviembre de 2004) fue un médico y futbolista chileno que jugaba como portero. Hermano del periodista, publicista y empresario Julio Alejandro Ibáñez Paredes.

## Trayectoria
Comenzó a jugar desde niño en el cerro Los Placeres de Valparaíso. Jugó en las inferiores de Santiago Wanderers sin lograr convencer. Tuvo un breve paso por el Deportivo Las Zorras, equipo semiprofesional de Valparaíso.
Llegó a Santiago para terminar sus estudios secundarios en el Internado Nacional Barros Arana. Fue ahí en donde le ofrecieron la oportunidad para defender el arco de Universidad de Chile, debido al retiro de Eduardo Simian y Antonio Salmanca para ejercer sus labores profesionales. Llegó de forma rápida a la titularidad, y estuvo en el club por quince temporadas.
Se tituló como médico pediatra y ejerció en Miami, Estados Unidos. Falleció a los 83 años y sus cenizas fueron depositadas en el mar frente a Valparaíso.

## Selección nacional
Con la selección chilena fue internacional en el Campeonato Sudamericano 1942 de Montevideo, Uruguay, en donde disputó su único encuentro. Llegó su oportunidad luego de que Sergio Livingstone se excusara de ir, y de que Hernán Fernández no se sintiera bien para el primer partido, por lo que el entrenador Francisco Platko lo hizo debutar ante el local Uruguay.

### Participaciones en Campeonatos Sudamericanos
| Sudamericano                 | Sede    | Resultado    | PJ | G |
| ---------------------------- | ------- | ------------ | -- | - |
| Campeonato Sudamericano 1942 | Uruguay | Sexto puesto | 1  | 0 |

### Partidos internacionales
| 1     | 10 de enero de 1942 | Estadio Centenario, Montevideo, Uruguay | Uruguay    | 6-1 | Chile |   |  | Franz Platko | Campeonato Sudamericano 1942 |
| Total |                     |                                         | Presencias | 1   | Goles | 0 |  |              |                              |

| Selección chilena | Selección chilena | Selección chilena |
| Año               | Partidos          | Goles             |
| ----------------- | ----------------- | ----------------- |
| 1942              | 1                 | 0                 |
| Total             | 1                 | 0                 |

## Clubes
| Club                 | País  | Año       |
| -------------------- | ----- | --------- |
| Universidad de Chile | Chile | 1941-1955 |

## Distinciones individuales
| Distinción                                                  | Año  |
| ----------------------------------------------------------- | ---- |
| Cóndor de Bronce al mejor deportista del fútbol profesional | 1955 |